# Хашаг
Хашаг (рум. Hașag) — село у повіті Сібіу в Румунії. Входить до складу комуни Лоамнеш.
Село розташоване на відстані 232 км на північний захід від Бухареста, 21 км на північ від Сібіу, 96 км на південний схід від Клуж-Напоки, 123 км на захід від Брашова.

## Населення
За даними перепису населення 2002 року у селі проживали 583 особи.
Національний склад населення села:
| Національність | Кількість осіб | Відсоток |
| -------------- | -------------- | -------- |
| румуни         | 568            | 97,4%    |
| німці          | 10             | 1,7%     |
| угорці         | 5              | 0,9%     |

Рідною мовою назвали:
| Мова      | Кількість осіб | Відсоток |
| --------- | -------------- | -------- |
| румунська | 571            | 97,9%    |
| німецька  | 7              | 1,2%     |